# Clímaco Rodríguez
Clímaco Rodríguez – piłkarz urugwajski, obrońca.
Jako piłkarz klubu Defensor Sporting wziął udział w turnieju Copa América 1959, gdzie Urugwaj zajął przedostatnie, szóste miejsce. Rodríguez zagrał w dwóch meczach – z Boliwią i Peru.
Od 6 kwietnia 1958 roku do 2 maja 1959 roku Rodríguez rozegrał w reprezentacji Urugwaju 5 meczów i nie zdobył żadnej bramki.